# (4240) Grün
(4240) Grün es un asteroide perteneciente al cinturón de asteroides, descubierto el 2 de marzo de 1981 por Schelte John Bus desde el Observatorio de Siding Spring, Nueva Gales del Sur, Australia.

## Designación y nombre
Designado provisionalmente como 1981 EY20. Fue nombrado Grün en honor al astrofísico alemán Eberhard Grün.